# Булут, Гамзе
Гамзе Булут (тур. Gamze Bulut, род. 3 августа 1992 года) — турецкая бегунья на средние дистанции, серебряный призёр Олимпийских игр 2012 года и чемпионата Европы 2012 года на дистанции 1500 метров.
В 2009 году Гамзе Булут завоевала золотую медаль в беге на 3000 м с препятствиями на чемпионате Балкан по лёгкой атлетике среди юниоров. В 2012 году она завоевала серебряную медаль (в беге на 1500 м) чемпионата Европы и серебро Олимпийских игр. В обоих случаях Булут уступила только другой представительнице Турции Аслы Алптекин. В марте 2017 года была дисквалифицирована в связи с нарушением антидопинговых правил. 